# Gai Manili
Gai Manili (en llatí Caius Manilius) va ser un polític romà del segle i aC. Formava part de la gens Manília.
Va ser tribú de la plebs l'any 66 aC i seguidor de Gneu Pompeu. Vel·leu Patèrcul el descriu com "semper venalis et alienae minister potentiae". Va iniciar el seu període el 10 de desembre del 67 aC i abans del final d'any va proposar una llei anomenada Manilia de suffragiis, garantint el dret de vot als lliberts juntament amb els seus patrons, o sigui, a la mateixa tribu del que els havia alliberat, però l'endemà aquesta llei va ser invalidada pel senat per un defecte de forma.
Els senadors s'havien sentit molestos per aquesta llei, i poc després en va proposar una altra, la Lex Manilia de bello Mithridatico que donava a Gneu Pompeu la direcció de la guerra contra Mitridates VI Eupator i Tigranes II d'Armènia i el govern d'Àsia, Cilícia i Bitínia al lloc de Lucul·le, Marci Rex i Acili Glabrió. El partit aristocràtic s'hi va oposar, ja que en aquest moment no estaven prou segurs de Pompeu, però va ser aprovada pels comicis. Aquesta llei va rebre el suport de Ciceró en un discurs titulat Sobre el comandament de Gneu Pompeu.
En acabar el mandat va ser portat a judici, i Ciceró que era pretor, en va ser el jutge encarregat. Finalment el judici es va ajornar fins a l'any següent, en què Manili va ser finalment condemnat per un delicte que és desconegut. Plutarc parla d'extorsió, però no hi ha prou fonaments per creure-ho.